# Фонтан Сліз
«Фонта́н слі́з» (Сельсебіль, крим. Közyaş Çeşmesi) — найвідоміша пам'ятка в Бахчисарайському палаці. Збудований іранським майстром Омером у 1764 р. біля мавзолею Діляри-Бікеч — жінки, що мешкала в палаці у правління Кирима Ґерая (1758-64; 1768-69). Постать Діляри-Бікеч дотепер залишається цілком загадковою. Це спричинило появу романтичних легенд, які малюють Діляри-Бікеч як кохану хана Кирима Ґерая. У легендах вона поставала то як полька Марія Потоцька, то як грузинка, то як черкеска. Наприкінці XIX ст. була опублікована повість, в якій ішлося про те, що справжнє ім'я красуні Дінора Хионіс. Вона була гречанка, уродженка Феодосії, а в гарем Кирима Ґерая потрапила через віроломство якогось знатного турка.
Кирим Ґерай тяжко переживав смерть юної Діляри. За його наказом у Хансараї над її могилою був зведений дюрбе (мавзолей) та фонтан.
«Фонтан сліз» належить до класу фонтанів, названих за іменем райського джерела Сельсебіль. Фонтани типу сельсебіль — це споруди культового призначення: їх ставили на святих місцях чи на цвинтарях. Подібна споруда знаходиться неподалік у палаці (у Басейному дворику), схожій фонтан є в султанському палаці Топ-Капи в Стамбулі тощо. Однак саме бахчисарайський фонтан набув усесвітньої слави.
Фонтан прикрашений двома написами. Верхній є віршем поета Шейхія, що прославляє хана Кирима Ґерая:

| Слава Всевишньому! Обличчя Бахчисарая знов посміхнулося: Милість великого Криму Ґерая славно улаштувала. Невсипними стараннями він напоїв водою околиці, І якщо буде на те воля Божа, зробить ще багато добрих справ. Він тонкістю розуму знайшов воду й улаштував прекрасний фонтан. Якщо хто хоче [перевірити], нехай прийде [й подивиться]: Ми самі бачили Дамаск і Багдад [і не зустріли там нічого схожого]! Подібно тому що прагне, Шейхій читає (п'є) хронограму з вуст цього фонтана: Прийди, напийся води найчистішої з джерела цілющого! |
Нижній напис цитує 18-й вірш із 76-й сури «Корану»:

| [У раї праведні питимуть воду] з джерела, що зветься Сельсебіль. |
Бахчисарайський фонтан прославив у своїх віршах Пушкін:

| Фонтан любви, фонтан печальный, И я твой мрамор вопрошал: Хвалу стране прочел я дальней; Но о Марии ты молчал. Светило бледное гарема! И здесь ужель забвенно ты? Или Мария и Зарема Одни счастливые мечты? |
Фонтан і сумна легенда про Діляри-Бікеч стала джерелом натхнення також для Адама Міцкевича, Лесі Українки та багатьох інших поетів і митців.

## Галерея

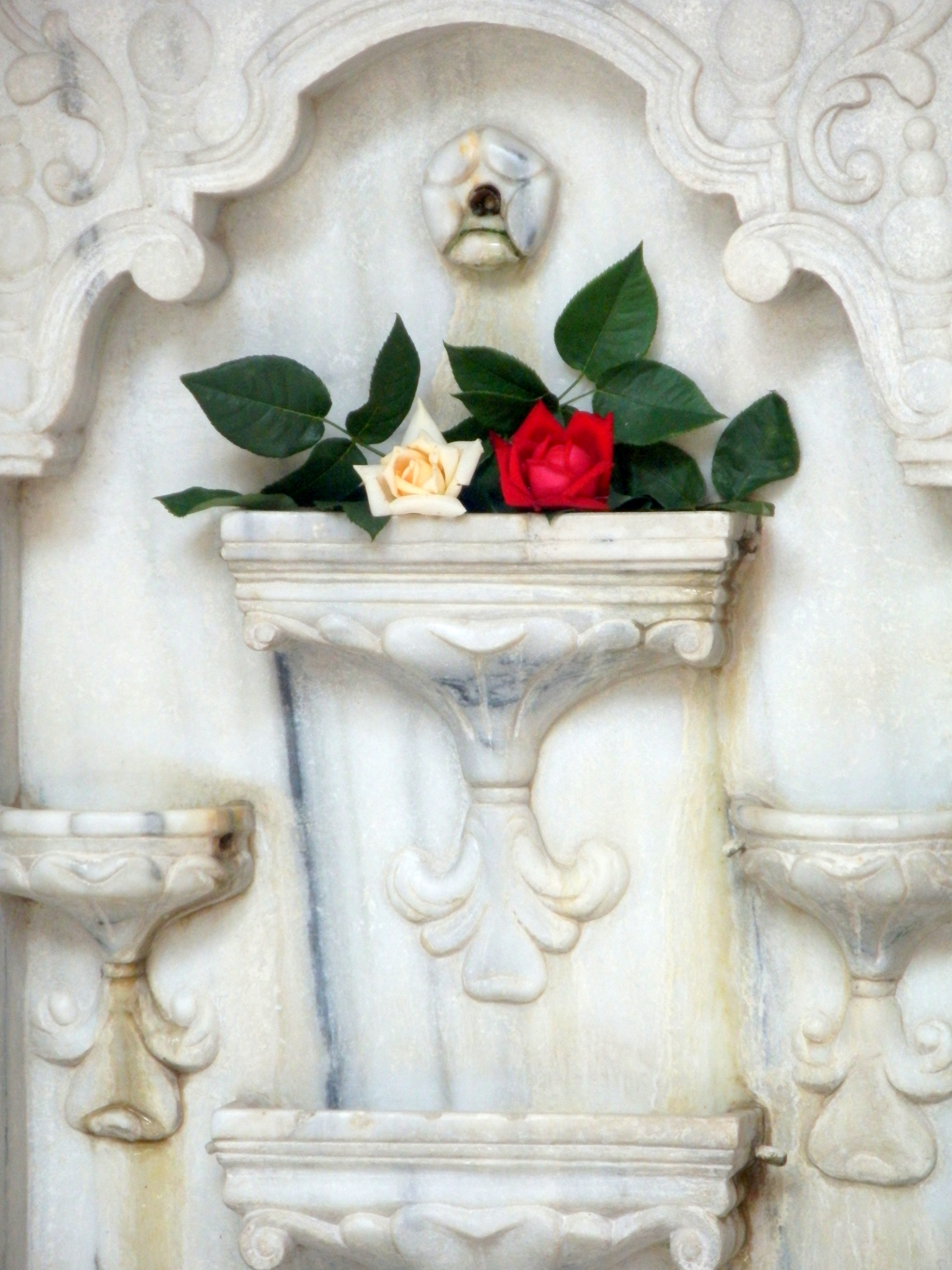
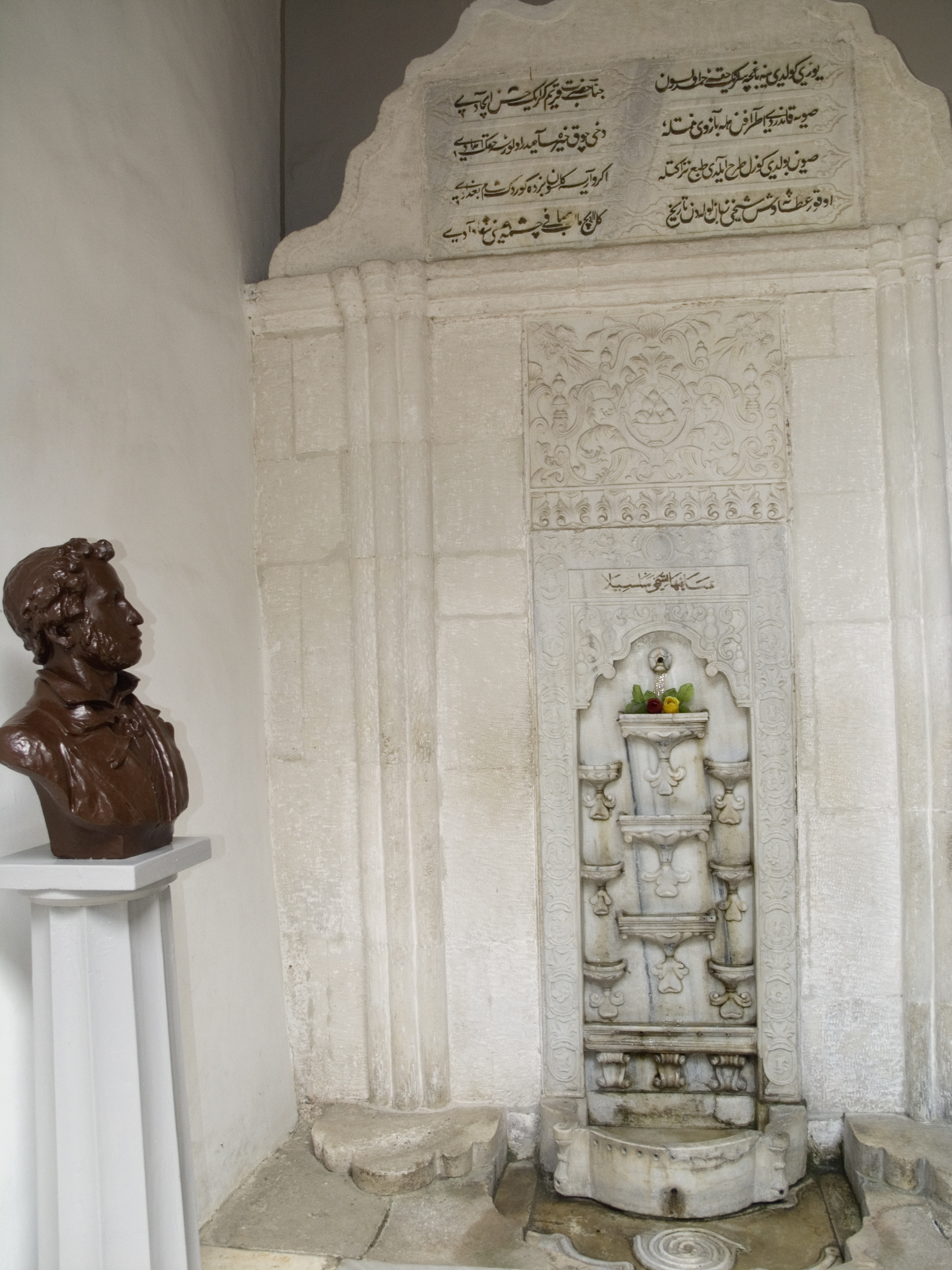
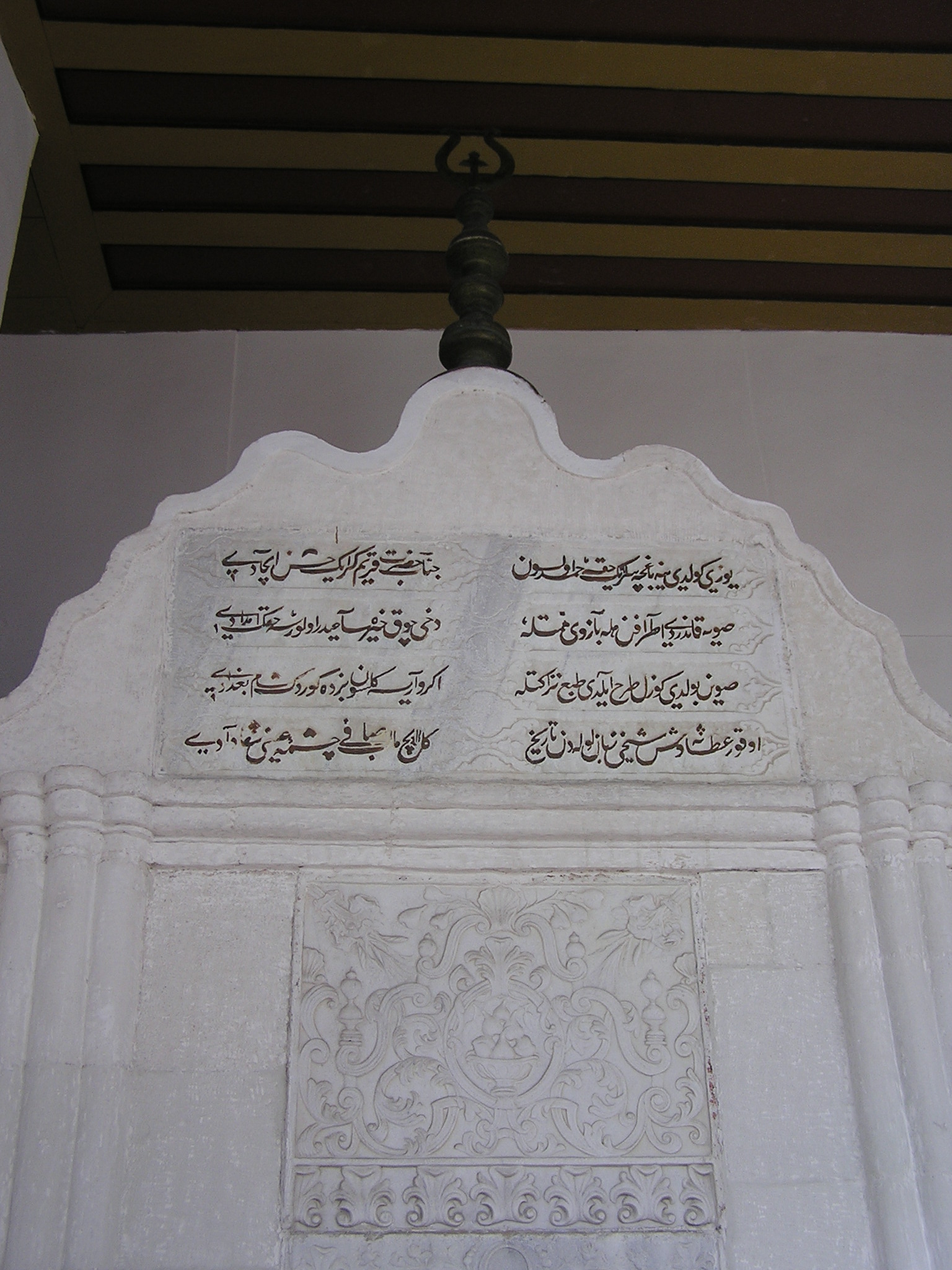
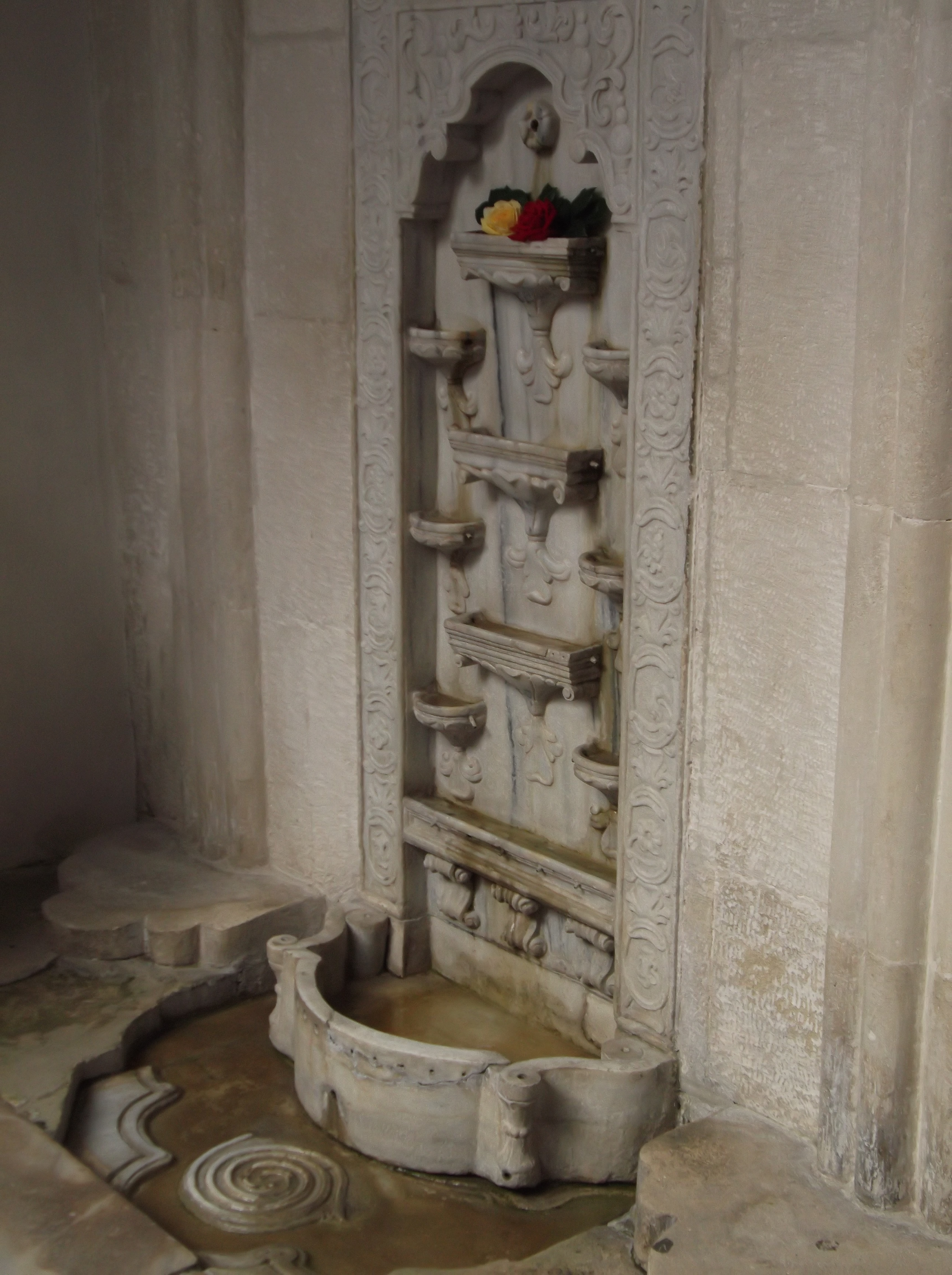